# Жіноча внутрішньостатева конкуренція
Жіноча внутрішньостатева конкуренція — конкуренція між жінками за потенційного партнера. Така конкуренція може включати саморекламу, приниження інших жінок і пряму чи непряму агресію щодо інших жінок. Фактори, які впливають на жіночу внутрішньостатеву конкуренцію, включають генетичну якість доступних партнерів, рівень гормонів і міжособистісні відносини.
Існує два способи статевого відбору: міжстатевий відбір і внутрішньостатевий відбір. Міжстатевий відбір включає демонстрацію бажаних статевих ознак для залучення потенційного партнера. Внутрішньостатевий відбір — це змагання між представниками однієї статі за потенційного партнера.
У порівнянні з чоловіками, жінки, як правило, віддають перевагу прихованим, а не явним формам внутрішньостатевої конкуренції.

## Тактика самореклами
Тактика самореклами є однією з основних стратегій, які можна використовувати під час внутрішньостатевої конкуренції за партнерів. Це часто сприймається як найбільш соціально бажана стратегія, оскільки її можна сприймати як самовдосконалення, а не як атаку на конкурентів. Тактика самореклами особливо корисна, коли жінки шукають партнерів на короткий термін, оскільки така тактика безпосередньо сприятиме їх сексуальній доступності.

### Розкішне споживання

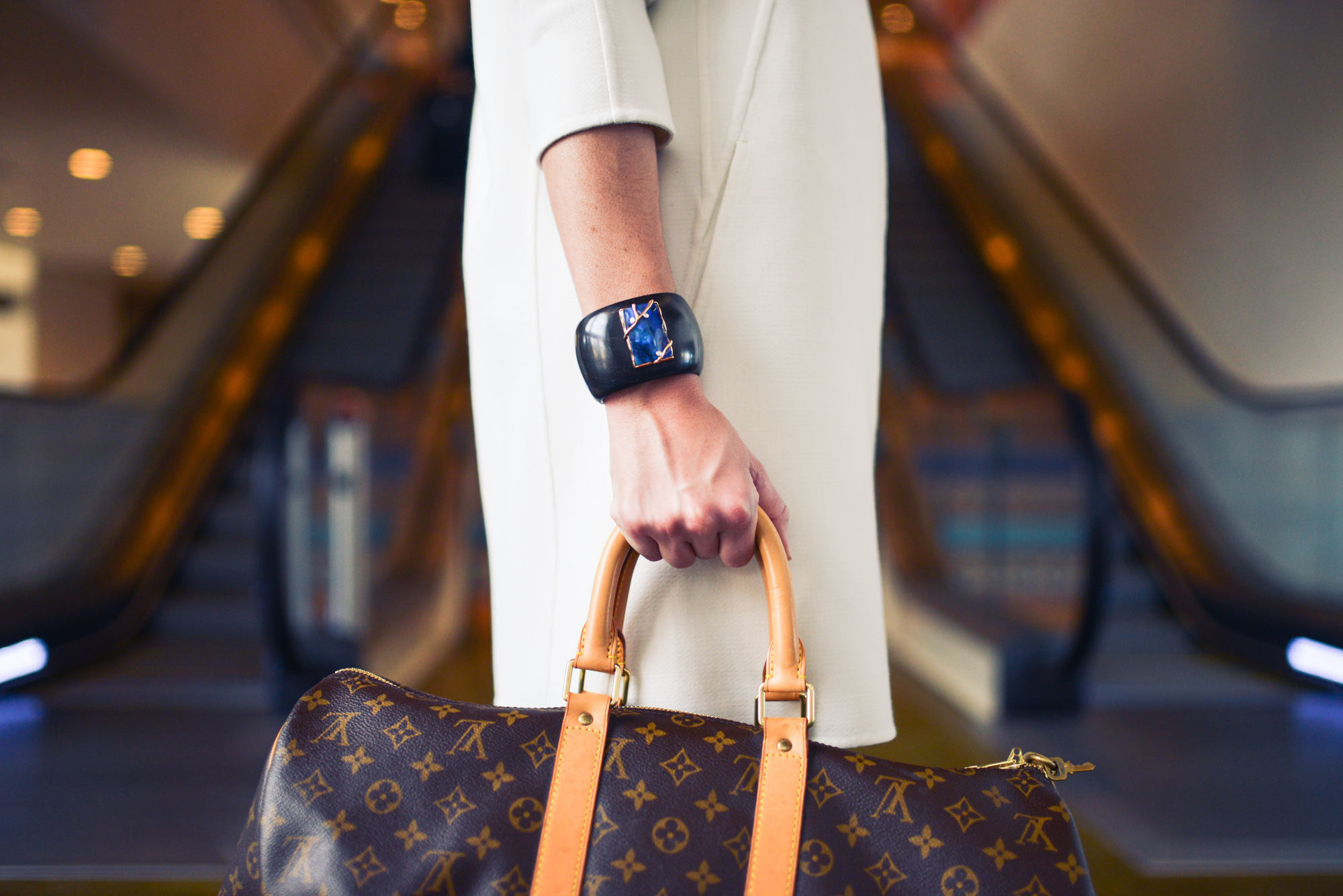
Жінка купує люксовий бренд: Louis Vuitton (LV)

Тактика самореклами стосується різних стратегій, які жінки можуть використовувати, щоб виглядати краще порівняно з іншими конкурентками. Наприклад, жінок цікавлять предмети розкоші, які підвищують їх привабливість. Предмети розкоші можуть вказувати на привабливість, підкреслюючи вищий статус, що є фактором, який потенційні партнери візьмуть до уваги.
Доведено, що коли жінки перебувають на піку фертильності, вони мають підвищену обізнаність і чутливість до жіночої внутрішньостатевої конкуренції. Це пов'язано з тим, що коли жінки перебувають на піку фертильності, це найоптимальніший час для спарювання і народження потомства. Однак це, як правило, стосується лише ситуацій, коли жінки стикаються з суперницями, яких вони вважають привабливими. У випадку з непривабливими суперницями жінки можуть не бачити в них жодної загрози, оскільки вони почуватимуться більш привабливими у порівнянні з ними.

### Косметична хірургія

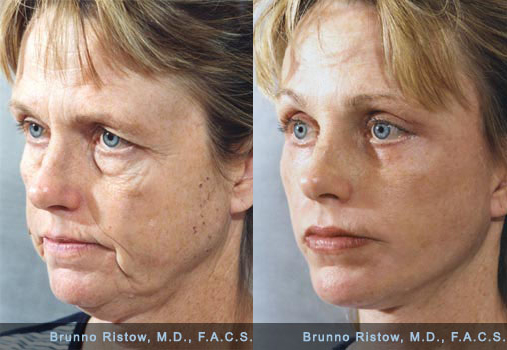
Процедура омолодження обличчя (підтяжка обличчя) включає підняття низьких брів, обробку повік і відновлення природної повноти губ.

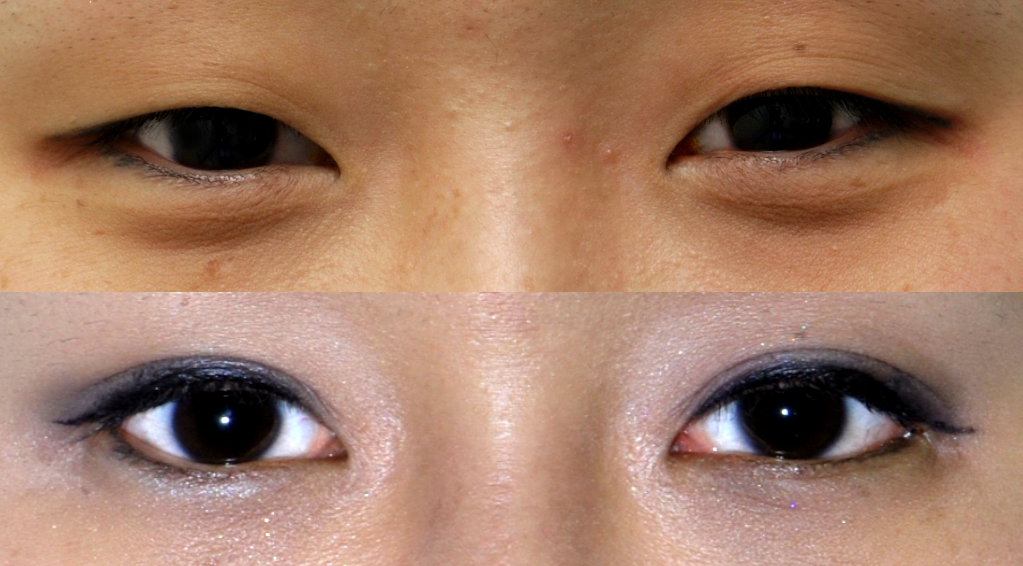
Східноазійська блефаропластика, операція, спрямована на додавання складки на повіку, стала однією з найпоширеніших операцій на обличчі в азійських країнах

Щоб зробити себе більш привабливими, завдяки пластичній хірургії жінки можуть хірургічним шляхом змінити свою зовнішність. Вони можуть хірургічно змінювати своє обличчя та тіло за власним бажанням. Щоб запобігти зморшкам і отримати підтяжку обличчя, вони можуть використовувати ботулотоксин. Або, щоб видалити жир і отримати більш бажане тіло, вони можуть скористатися ліпосакцією. Дослідження показали, що співвідношення талії та стегон (СТС) у жінок є хорошим показником їх здоров'я, і що чоловіки, як правило, віддають перевагу жінкам з низьким СТС. Порівнюючи фотографії жінок до та після операції, післяопераційні фотографії, на яких жінки мають нижче СТС, оцінюються як більш привабливі, незалежно від збільшення ваги чи індексу маси тіла (ІМТ). Важливу роль у типі пластичної операції, яку робить жінка відіграє культура. Стандарти краси жителів Заходу та Сходу надзвичайно відрізняються. Західні моделі, як правило, використовуються для реклами одягу та зображення звабливості, тоді як азійські моделі, як правило, використовуються для реклами засобів для волосся та шкіри. Дослідження показують, що західні моделі більше орієнтовані на тіло.
Незважаючи на це, за допомогою косметичної хірургії жінки можуть змінити різні аспекти свого тіла, щоб зробити себе більш привабливими, демонструючи більш бажане співвідношення об'єму талії та стегон. Це може призвести до конкуренції з іншими жінками, які можуть вважатися менш привабливими у порівнянні з ними. Коли жінки змінюють свою зовнішність, наприклад, застосовуючи косметичні засоби і носячи сексуальний або стильний одяг, це дійсно має значення і доведено, що це ефективно.

### Одяг і макіяж
Носіння облягаючого одягу, наприклад, суконь, що підкреслюють талію і стегна, або штанів, що підкреслюють вигини, є поширеною стратегією для покращення фігури в цілому. Таке вбрання підкреслює важливість співвідношення талії та стегон (СТС).
Короткі спідниці, взуття на високих підборах і одяг, який демонструє ноги. Ці варіанти одягу тонко підкреслюють довжину ніг і загальні пропорції тіла, які часто вважаються привабливими.
Значну роль у саморекламі також відіграє макіяж, дозволяючи підкреслити певні риси обличчя та привернути увагу до певних областей, таких як очі та губи.

## Відступ від конкуренції
Існує ряд конкурентних стратегій, які жінки можуть використовувати, щоб виглядати більш привабливими порівняно з іншими жінками. У той час як під час внутрішньостатевої конкуренції самці можуть використовувати прямі форми агресії, самки зазвичай змагаються за доступ до бажаного партнера через використання непрямої агресії. На відміну від прямої агресії, яка передбачає завдання шкоди віч-на-віч, непряма агресія описує дії, які здійснюються обхідним шляхом, коли особа прагне завдати шкоди, але намагається виглядати так, ніби вона не має шкідливих намірів. У контексті внутрішньостатевої конкуренції непряма агресія працює на зменшення можливостей, які може мати суперник у забезпеченні доступу до бажаного партнера, щоб, таким чином, збільшити шанси на репродуктивний успіх. Сюди входить така поведінка, як уникання, соціальне відчуження, змушування інших не любити цю людину, поширення чуток і критика зовнішнього вигляду суперниці.

### Жіноче приниження
Жіноче приниження є формою непрямої агресії, коли жінки намагаються зменшити уявну цінність іншої жінки-«суперниці». Фішер (2004) досліджував жіночу приниженість і вплив рівня естрогену на цю форму конкуренції. Жінки розкривали свій статус овуляції та оцінювали привабливість чоловічих і жіночих облич. Приниження конкуренток (надання низьких оцінок) щодо одностатевих суперниць часто відбувалося, коли жінки перебували на найфертильнішій стадії. Навпаки, жінки давали одностатевим суперницям вищі оцінки під час найменшої фертильної стадії овуляції. Ця непряма форма конкуренції, здається, стосується виключно жінок, оскільки результати також показали, що жінки, незалежно від статусу овуляції (високий чи низький), не показали різниці в рейтингу чоловічих облич. Допоміжні дослідження також виявили, що молоді жінки, які вважаються такими, що мають високу фертильність, більше пліткують про інших жінок, ніж жінки похилого віку, які вже не перебувають у найбільш фертильній стадії.
Дійсно, непряма агресія, здається, більш поширена серед жінок (або виключно для них), ніж чоловіків, які, як кажуть, беруть участь у більш прямих формах конкуренції. Дослідження, що вивчають зв'язок між показниками привабливості, такими як фізична привабливість і непряма віктимізація, показали, що ймовірність зазнати непрямої віктимізації зросла на 35 % для жінок, які сприймали себе як фізично привабливі. На противагу цьому, фізична привабливість чоловіка зменшувала шанси зазнати такої непрямої віктимізації. Це також підкреслює, що фізична привабливість жінки є тригером для непрямої агресії і становить основну частину міжстатевого відбору між статями.
Приниження прав жінок також використовується для забезпечення рівності між жінками, що не дозволяє амбітним жінкам з високим статусом використовувати свій статус для отримання ресурсів, союзників і партнерів за рахунок інших жінок. Таким чином, спроби здобути соціальний статус караються, в той час як норми «ввічливості» (що визначається як відсутність конкуренції) та рівності домінують як соціальна норма серед жінок. Рівність забезпечується загрозою соціальної ізоляції (яка може бути спрямована проти будь-якої жінки, але жінки, які намагаються здобути статус, частіше стають мішенню) та низькими порогами для розриву стосунків у разі виникнення нерівності. У групі однолітків жінка з високим статусом, яка намагається перешкодити досягненню цілей іншої, ризикує стати об'єктом соціального висміювання та ізоляції.

### Слатшеймінг
Ще одна форма приниження конкуренток, яка сприяє тому, щоб суперники виглядали менш бажаними, — це слатшеймінг. У осуді сексуальної активності жінки критикують і принижують одностатевих суперниць за сексуальну поведінку, яка вважається «неприйнятною» за стандартами суспільства, оскільки це порушує соціальні очікування та норми щодо їхньої гендерної ролі. Наприклад, акт статевої розбещеності, продемонстрований жінкою, часто вважається нетрадиційним і неприйнятним, оскільки така поведінка не розглядається як акт, що становить жіночність. Жінки можуть вирішити особисто протистояти або поширювати чутки та плітки про безладну сексуальну активність іншої жінки. Басс і Дедден досліджували статеві відмінності у приниженні конкурентства, щоб вивчити тактики, які зазвичай застосовуються обома статями для внутрішньостатевої конкуренції. Дослідники представили представникам обох статей перелік тактик, які часто використовують люди, щоб принизити одностатевих конкурентів та конкуренток, намагаючись зробити їх небажаними для протилежної статі. За шкалою від 1 (ймовірно) до 7 (малоймовірно) учасники оцінювали ймовірність того, що представники їхньої статі можуть вчинити кожну з цих дій. Результати показали, що тактику, яка вказувала на розбещеність конкурента, жінки використовували частіше, ніж чоловіки. Вони включали «називати її повією», «розповідати всім, що вона багато спить з іншими» і що «вона зраджує чоловікам». Дійсно, звинувачення в нерозбірливих зв'язках є частою причиною насильства між жінками, коли жінки можуть фізично помститися, намагаючись захистити свою сексуальну репутацію. Британські школярки пройшли опитування, в ході якого їм ставили запитання про їхню участь у бійках. Окрім того, що 89 % заявили, що вони дійсно брали участь у бійці, 46 % з них були посяганнями на особисту недоторканність, пов'язаними з нерозбірливістю в стосунках або плітками.
Маючи кінцеву мету підвищити репродуктивний успіх за рахунок інших, слатшеймінг ефективно працює, щоб викликати підозри та змушувати залицяльників сумніватися у вірності цих жінок. У довгостроковій перспективі чоловіки можуть мати сумніви щодо батьківства будь-якої народженої дитини, а оскільки люди прагнуть до репродуктивного успіху (що для чоловіка полягає в розмноженні та постійному інвестуванні у своїх власних дітей), рішення спаровуватися з таким особами різко знижує шанси на репродуктивний успіх. Враховуючи це та високу цінність, яку чоловіки надають жінкам, які практикують цнотливість, через страх стати рогоносцем чоловіки менш схильні спаровуватися з нібито неперебірливими жінками.

## Ефективність стратегій: приниження конкуренток проти тактики самореклами
Загалом, приниження конкуренток часто оцінюється як менш ефективна тактика, ніж тактика самопросування. Чоловіки і жінки схильні оцінювати тактику самореклами, яка демонструє ресурсний потенціал і сексуальну доступність, як дуже ефективну для короткострокового і довгострокового спарювання відповідно. Жінки, порівняно з чоловіками, більш схильні до самореклами, ніж до тактики приниження конкуренток. Оскільки жінки схильні до більш непрямих форм агресії/приниження, таких як поширення чуток і уникання (соціальна маніпуляція), дослідження вивчають, якою мірою такі стратегії сприяють успіху жінок, збільшуючи їхні шанси на спарювання. Загальними показниками репродуктивного успіху є сексуальна активність і поведінка під час знайомств. Дослідження виявили, що використання непрямої агресії позитивно корелює з підвищеною поведінкою на побаченнях і раннім початком статевого життя. Арнокі та Павільйон досліджували, чи використання віктимізації або особистий досвід віктимізації може передбачити поведінку підлітків на побаченнях протягом року. Під час повторного дослідження було виявлено, що непряма агресія (за оцінкою однолітків) прогнозує поведінку на побаченнях через рік після первинного дослідження. Більше того, непряма агресія виявилася більш потужним предиктором поведінки на побаченнях, ніж інші фактори, такі як початковий статус знайомства, привабливість за оцінкою однолітків, популярність за оцінкою однолітків і вік. Загалом, жінки, які застосовували непряму агресію, частіше ходили на побачення порівняно з віктимізованими особами, які рідше мали партнера для побачень. Те, що агресія з боку однолітків пов'язана з адаптивними результатами знайомств, також підтверджується дослідженнями, які відзначають, що жінки, які часто демонстрували непряму агресію, почали ходити на побачення набагато раніше, ніж особи, які зазнали віктимізації з боку однолітків, у яких поведінка на побаченнях почала формуватися набагато пізніше. Виявлено також, що популярність побачень сильно пов'язана з використанням непрямої агресії. Що стосується сексуальної активності, Вайт та ін. досліджували вплив віктимізації з боку однолітків та перманентної агресії на репродуктивні можливості молодих людей. Показники сексуальної активності, такі як кількість попередніх сексуальних партнерів і вік першого статевого акту, були отримані разом з показниками їхнього соціального досвіду в середній і старшій школі. Результати показали, що жінки, які зазнали більшої агресії з боку однолітків у підлітковому віці, мали перший статевий контакт у більш пізньому віці. На противагу цьому, дівчата, які були ініціаторками високого рівня непрямої агресії щодо однолітків, мали тенденцію до першого сексуального контакту на більш ранніх етапах підліткового віку.

## Змінні, що впливають на жіночу конкуренцію
Самки часто конкурують, використовуючи стратегії з низьким рівнем ризику порівняно з самцями, оскільки самки мають забезпечити основний догляд і захист свого потомства. Фішер (2015) припустив, що привабливість — це єдиний шлях, за яким жінки змагаються, а чоловіки віддають перевагу привабливим жінкам.
Інші фактори, які впливають на внутрішньостатеву конкуренцію жінок:

### Висока генетична якість самців
Самки будуть рекламувати себе частіше, коли самці демонструють різноманітні здібності для забезпечення надійних ресурсів, захисту потомства або коли витрати на змагання нижчі за отримані переваги. Вони вибирають самців з найвищими можливими якостями, які можуть максимізувати репродуктивний успіх. Вважається, що привабливість і якість генів сильно корелюються. Деякі дослідження показують, що чоловіча привабливість залежить від фенотипічної якості самки, чоловіча привабливість не обов'язково відповідає якості їхнього гена. Це призводить до теорії вибору, залежної від стану, яка передбачає, що жінки з нижчими якостями віддають перевагу чоловікам низької якості, ніж чоловікам високої якості. На рейтинг привабливості не впливає проміскуїтет, якщо фізична привабливість переважає цю змінну.

### Гормони яєчників і гормональні зміни
Фаза оваріального циклу викликає занепокоєння у вивченні питань, пов'язаних із внутрішньостатевою конкурентною поведінкою жінок. Було виявлено, що коли рівень фертильності був максимальним під час фази яєчників, жінки давали значно нижчі оцінки привабливості для інших жінок. Гормони яєчників впливають на те, як жінки бачать своїх потенційних конкуренток, і змушують їх поводитися більш конкурентно.
Багато досліджень показали, що рівень тестостерону є одним із ключових факторів агресивної конкурентної поведінки в соціальних ситуаціях. Коли тестостерон виробляється в мозку та статевих залозах обох статей, рецептори андрогенів у нервових і периферичних тканинах оволодіють і викликають поведінкові та фізіологічні реакції на тестостерон. Роль андрогенних стероїдів полягає в активації або полегшенні агресивної поведінки. Показано, що високий рівень естрогену впливає на приниження потенційних конкуренток жінками (наприклад, оцінка інших жіночих облич як менш привабливих), але не впливає на рейтинги привабливості чоловіків.

### Міжособистісна динаміка
Самки часто змагаються зі своєю статтю, щоб привернути увагу потенційних партнерів із високими генетичними якостями, щоб досягти репродуктивного успіху. Міллер та ін. Дослідження (2011) показало, що присутність особи іншої статі призводить до підвищення рівня тестостерону.
Співвідношення жінок і чоловіків під час змагання може змінити рівень тестостерону в слині в обох статей, що призводить до змагання. Нееквівалентне співвідношення чоловіків з «хорошими генами» до великої кількості доступних самок також призводить до жіночої внутрішньостатевої конкуренції. Гіпотеза біосоціального статусу вказує на те, що, як вважають, для перемоги в жіночому змаганні необхідно підвищити вироблення тестостерону, що сприяє насильницькій, переважаючій поведінці та демонстрації високого статусу. Тоді як програш у жіночій конкуренції знижує рівень тестостерону, що послаблює тенденцію змагатися. Рівень тестостерону відповідає різним факторам, таким як форма змагань, характеристики суперниці, психологічний стан і базові рівні гормонів людини, яка змагається.